# Plaque Attack
Plaque Attack è un videogioco sparatutto a schermata fissa esclusivo per Atari 2600, sviluppato e pubblicato da Activision nel 1983. Come per Tooth Invaders (uscito l'anno precedente su C64 e VIC-20) il suo tema centrale è l'igiene dentale.
Il titolo venne incluso in formato emulativo all'interno di Activision Anthology, raccolta di vari giochi classici della compagnia (e altre quali Imagic e Absolute Entertainment) su quella console uscita tra il 2002 e il 2007 sulle seguenti piattaforme: PlayStation 2, PlayStation Portable (come Activision Hits Remixed), Game Boy Advance, Macintosh e Microsoft Windows.

## Modalità di gioco
In Plaque Attack vi si guadagnano punteggi di gioco bersagliando con singoli spari di dentifricio a della placca, che appare sullo schermo in varie disposizioni mentre cerca di residuarsi sui denti della bocca (all'inizio otto, quattro su ciascuna arcata).
La placca è rappresentata da pezzi di vero cibo, diverso per ogni livello. Qualora un pezzo tocca un dente, quest'ultimo ingiallisce: se il giocatore non fa in tempo a centrarlo ed eliminarlo, il medesimo dente deteriora per via della carie scomparendo definitivamente. Una volta ripulita la bocca dal cibo, i punti dei denti finora sani e della quantità di dentifricio nel controllabile tubetto sono sommati a quello base, e si passa quindi al livello successivo.
Il giocatore accumulando determinati punti durante la sessione riceve come bonus nuovi denti, i quali ad un livello superato vanno a posizionarsi sulle arcate; uno stesso nuovo dente sostituisce uno tra quelli mancanti. Quando poi tutti i denti sono perduti la partita è finita.

## Cloni
Un clone di Plaque Attack esce nel 1986 con il nome di Save Your Teeth sull'home computer Commodore 64.